# Cirque Amar
Pour les articles homonymes, voir Amar.
Le cirque Amar est un cirque fondé en 1924 par Ahmed Ben Amar El Gaïd.

## Historique

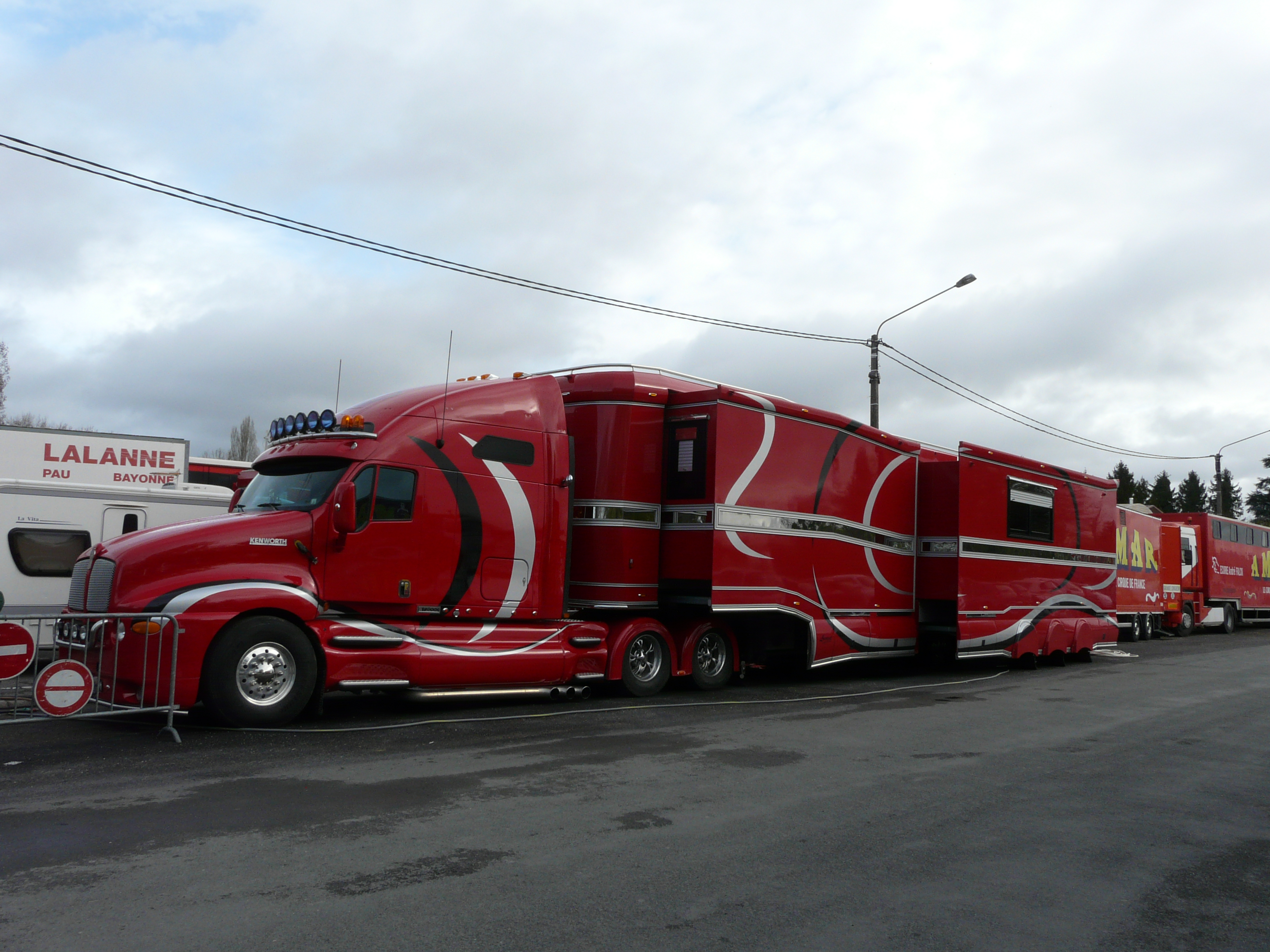
Camion Kenworth du Cirque Amar.

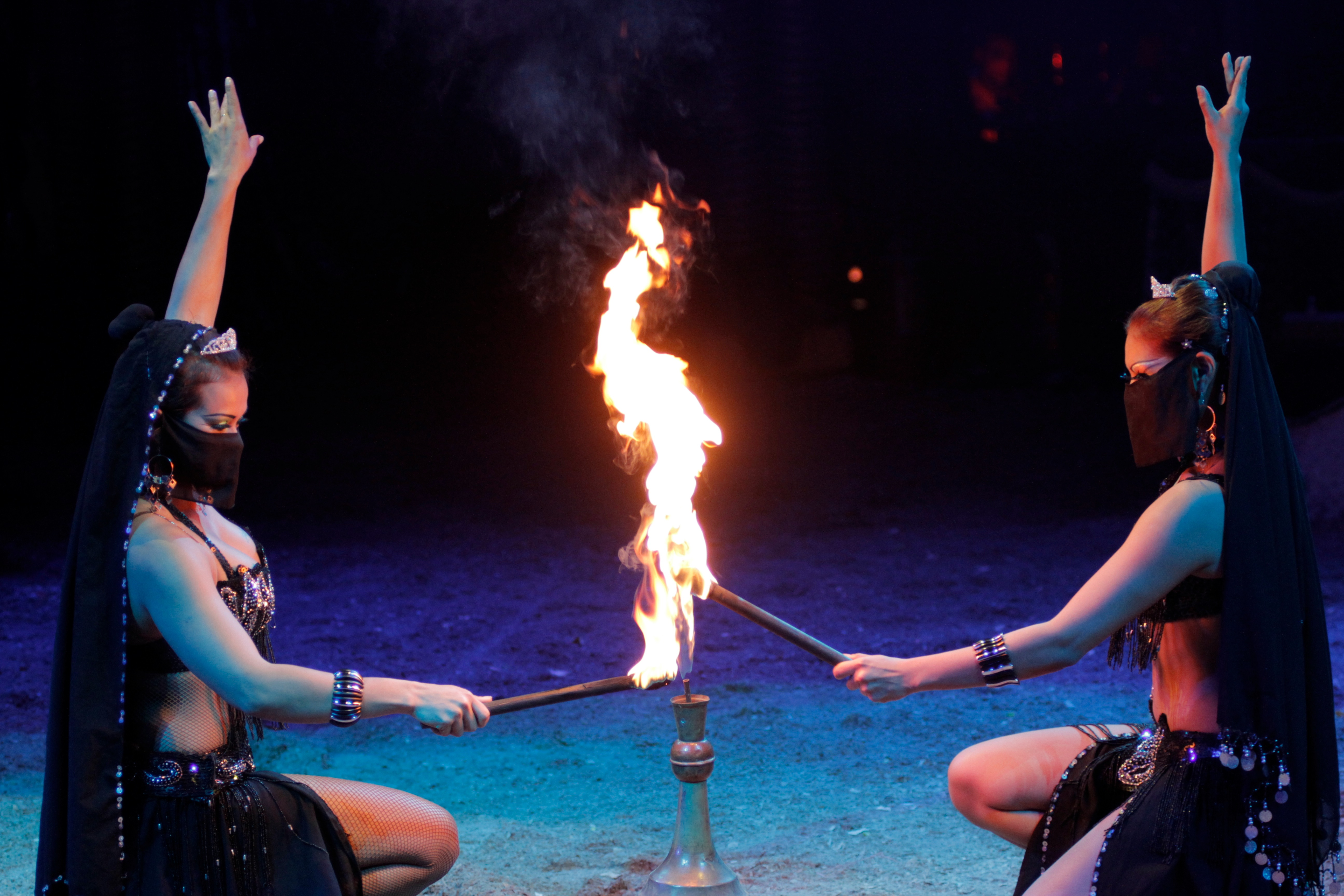
Une tradition de danseuses orientales.

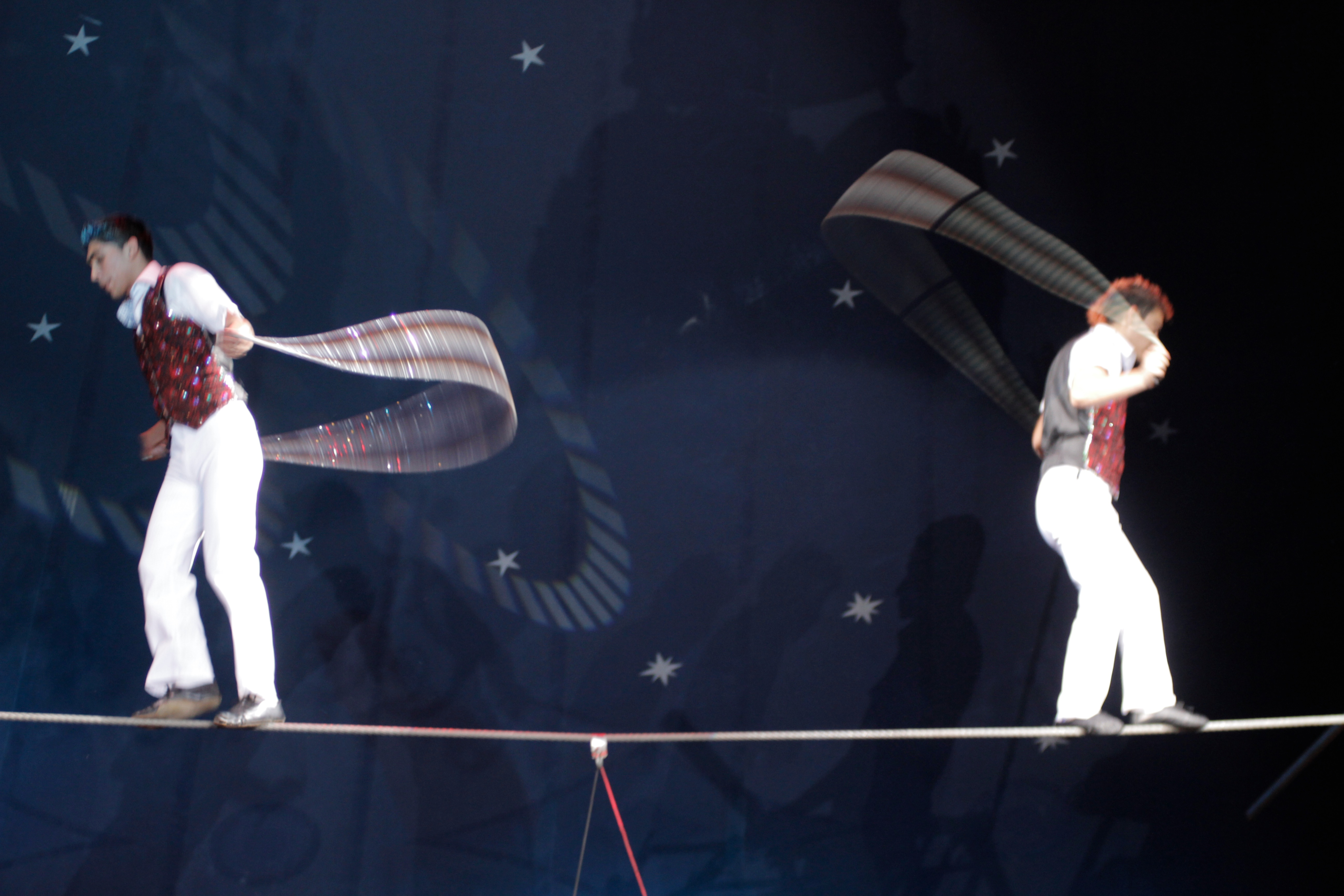
Sur la corde.

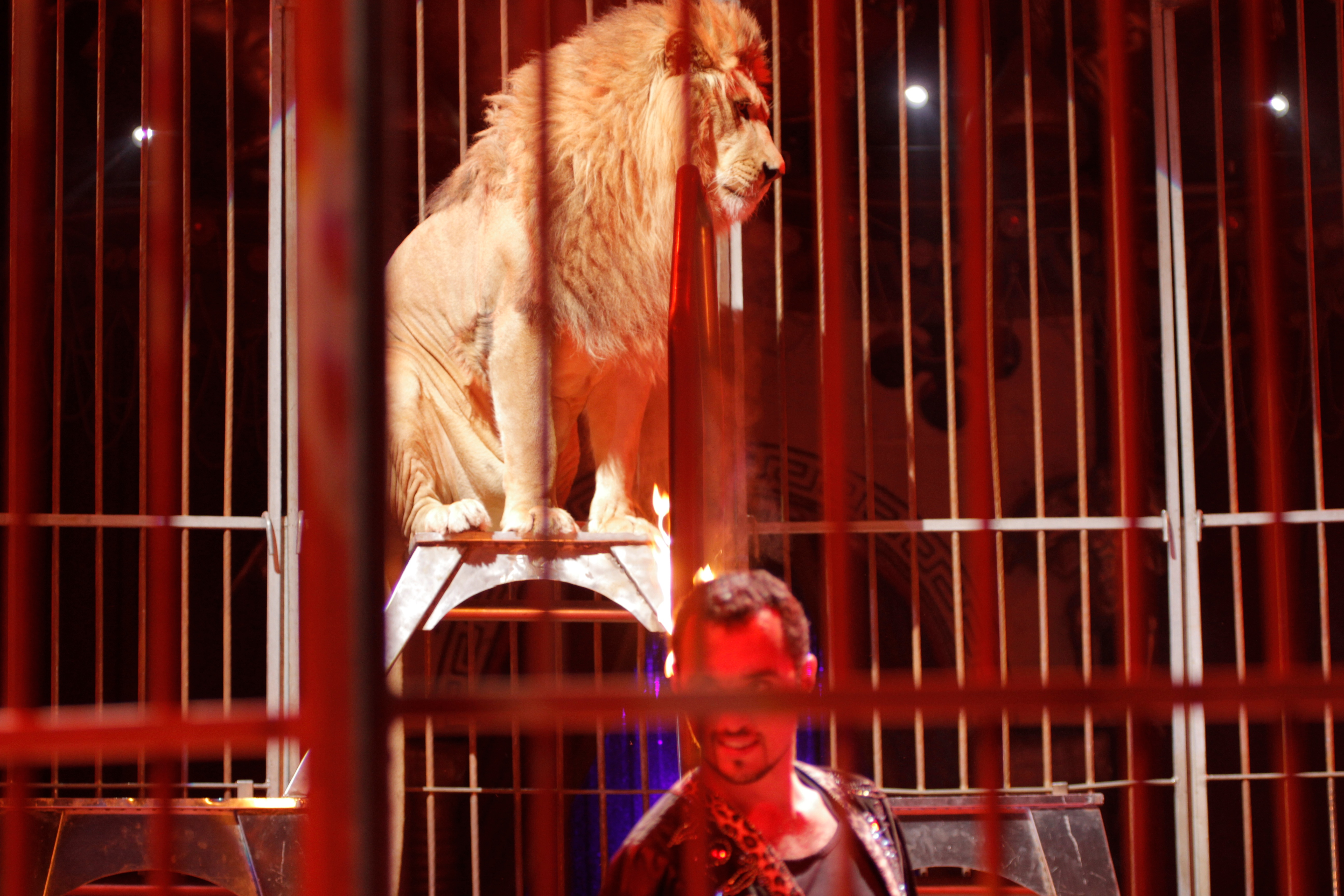
Les fauves.

Les premières représentations en Algérie sont l’œuvre d'Ahmed Ben Amar Ben el Gaïd, né à Medjana au nord de Bordj Bou Arreridj en 1860,. Après ses débuts en Algérie, Ahmed Ben Amar présente en France métropolitaine son spectacle, à l'époque de danseuses du ventre, les Ouled Nails. Il se met ensuite à rêver d'un immense chapiteau itinérant où évolueraient fauves, danseuses et saltimbanques,. En cherchant à compléter son spectacle en y présentant des fauves, il rencontre et épouse Marie-Gabrielle Bonnefoux, qui dirigeait avec son frère la « Ménagerie lozérienne » de Mende depuis 1887,.
Quelques années plus tard, Ahmed présente un spectacle de lions avec trois de ses fils, Ahmed, Abdelah et Mustapha qui, selon la réclame, sont « les plus jeunes dompteurs du monde ». Ahmed meurt en 1914 et Marie puis ses fils continuent à gérer l'entreprise. La ménagerie se transforme en cirque en 1924. Dès 1926, « Le Grand Cirque Ménagerie Amar frères » tourne en Afrique du Nord, en Égypte et en Europe centrale,,.
En avril 1964, lors du passage du cirque à Châteaudun, trois éléphants, vraisemblablement énervés par le bruit d'un boulodrome tout proche, rompent leurs chaînes et s'échappent dans la rue, semant la panique et tuant un enfant de quatre ans. Ces trois animaux, alors jugés trop dangereux, sont transférés au parc zoologique de la Tête d'Or à Lyon.
En 1968, Mustapha Amar se résigne à abandonner la direction du cirque. Jean Roche dirige le cirque jusqu'en 1972. Jacob prend le relais pendant un an, jusqu'à ce que l'enseigne du cirque soit reprise par la famille Bouglione fin 1973. Le 25 décembre 1984, la Société Nouvelle du Cirque Amar est radiée du répertoire de l'INSEE.
Firmin Bouglione et son fils Alexandre relancent celle-ci dès l'été 1974, mais préparent surtout le grand retour d'Amar pour l'année 1976 avec un très grand chapiteau, des tracteurs DAF neufs, un beau spectacle avec la présence du clown Achille Zavatta et du dompteur Wolfgang Holzmaïr, la tournée sera couronnée de succès, mais l'exploitation sera difficile... Le cirque Amar géré par Firmin Bouglione s’arrêtera définitivement après une tournée au Maroc catastrophique en 1982. Le cirque Amar époque Firmin Bouglione a fait l'objet de la reproduction de ses véhicules au 1/43e par la société de fabrication de modèles réduits Solido.
Jean-Robert Bonnel, magnat du cirque français durant des décennies, conclut un accord avec Firmin Bouglione et exploite l'enseigne Amar de 1986 à 1988, mais n'arrive pas à bien relancer celle-ci.
En 1991, c'est finalement la famille Rech-Brand qui s'entend avec les Bouglione pour leur louer l’enseigne « Amar » et lui redonnera, en quelques années, la place de leader du cirque français. Après cinq ans d’existence, compte tenu du succès remporté par le Cirque Amar sous la direction des Rech-Brand et de diverses tensions avec les Bouglione, la famille Falck louera à son tour l'enseigne aux Bouglione, ce qui forcera la famille Rech-Brand à adopter le nom de Cirque Kino's à partir de 1997 et dont le succès sera malheureusement éphémère.
Les Falck exploitent l'enseigne cirque Amar de 1996 à 2018 soit pendant 22 ans. Ils rencontrent un énorme succès à travers à la France durant les années 2000.
Fin 2018, en proie à des difficultés économiques, la famille Falck décide de ne plus louer l'enseigne « Amar » et reprend la route sous son propre nom : le cirque Falck, avant de se tourner, en 2019, vers les héritiers du célèbre clown Achille Zavatta pour avoir le droit d'utiliser comme nouveau nom pour son chapiteau l'enseigne « Le Nouveau Cirque Zavatta »[réf. nécessaire].
En 2020, l'aventure « Amar » continue avec la famille Caplot qui reprend le nom du Cirque Amar pour une tournée nationale avec une plus petite structure. Le spectacle 2020 s'intitule « Poésie »[réf. souhaitée].
À l'été 2021, l'installation illégale du cirque Amar sur le bassin vichyssois crée un bras de fer avec les autorités administratives et judiciaires qui dénoncent notamment des manquements aux règles de sécurité pour l'accueil du public, des poursuites étant envisagées par le procureur de la République local,,.
Après une enquête de police, le gérant du cirque Amar sera condamné en juillet 2023 par le tribunal correctionnel de Cusset à de la prison et une amende pour installation illicite, mise en danger de la vie d'autrui et vol d'eau et d'électricité.